# Kálmán Latabár
Kálmán Latabár (n. 24 noiembrie 1902, Kecskemét – d. 11 ianuarie 1970, Budapesta) a fost un actor comic maghiar distins cu premiul Kossuth. El a fost prin anii 1960 deosebit de popular în Ungaria. Admiratorii lui îl numeau Latyi. Latabár provine dintr-o familie de actori ca: Endre Latabár, Árpád Latabár, sau fiul lui, Kálmán Latabár junior, care a devenit de asemenea actor.

## Teatru și operetă
- Bóni (Kálmán I.: A Csárdáskirálynő - Silvia (operetă))
- Mujkó (Sárközy I.: A szelistyei asszonyok)
- Menelaos (Offenbach: Szép Heléna)
- Fritz (Jacobi V.: Leányvásár)
- Baracs Matyi (Gárdonyi G.: A bor)
- Saint Hyphotèse (Hervé: Lili)
- Zsupán Kálmán (Kálmán I.: Marica grófnő  (Contesa Marița))
- Bumm tábornok (Offenbach: A gerolsteini nagyhercegnő)
- Bogdán Szuszik (Miljutyin: Havasi kürt)
- Pietro (Suppé: Boccaccio)
- Dániel (Barabás–Gádor–Kerekes: Állami áruház)
- Nyegus (Lehár: A víg özvegy (Văduva veselă)
- Frosch (Strauss, J.: A denevér (liliacul))

## Filmografie
- Sportszerelem (1936) – primul său rol – Cserepes Szigeti
- Fizessen, nagysád! (1937) – Bukovác Pál, tornatanár
- Pénz áll a házhoz (1939) – Ficek Benő, táncművész
- Karosszék (1939)
- Cserebere (1940) – Tatár István
- Csákó és kalap (1940)
- Ismeretlen ellenfél (1940)
- Édes ellenfél (1941) – Lacika Ödön
- Behajtani tilos (1941) – Mihály
- Egy bolond százat csinál (1942) – Dömötör, egy kitalált főúr / Rod Igor Szu Ares gróf
- Egy szoknya, egy nadrág (1942) – Sóváry Péter,
- Afrikai vőlegény (1944) – Kökény Tóbiás
- Könnyű múzsa (1947) – Demeter Pál, zeneszerző – nem mutatták be
- Mágnás Miska (1948) – Pixi gróf
- 1949 Janika – Fenek Jenő, író-színpadi szerző
- 1950 Reprezentație de gală (Dalolva szép az élet) – Seregély Bálint, bűvész
- 1952 Toată lumea pe stadion (Civil a pályán) – Karikás
- A képzett beteg (1952)
- A selejt bosszúja (1951) – Ede
- Péntek 13 (film, 1953)
- 1953 Magazin de stat (Állami Áruház) – Dániel, az áruház női konfekciójának vezetője
- Ifjú szívvel (1953) – Matejka bácsi
- Fel a fejjel (1954) – Peti bohóc
- Micsoda éjszaka (1958) – Tőrös Antal tanár úr
- Nem ér a nevem (1961) – Gyárfás, a SZOT-üdülő kultúrosa
- Egyiptomi történet (1963, m. – Calvarossi, bűvész
- Latabár Kálmán-est (1968, TV)
- Irány Mexikó! (1968) – Csoró
- Bözsi és a többiek (I-II., 1969, TV)

## Premii
- Premiul Kossuth (1950)
- Artist emerit (1950)
- Maestru al artei (1953)